# Coppa Italia di Serie B 1998-1999 (calcio a 5)
La Coppa Italia di Serie B 1998-1999 è stata la 1ª edizione della Coppa Italia di categoria, a cui erano iscritte di ufficio tutte le società di Serie B.

## Primo turno
Gli incontri di andata si sono disputati il 26 settembre 1998, quelli di ritorno il 3 ottobre a campi invertiti. 
| Squadra 1           | Totale | Squadra 2       | Andata | Ritorno |
| ------------------- | ------ | --------------- | ------ | ------- |
| Futsal Aosta        | 3 - 8  | Aymavilles      | 1 - 4  | 2 - 4   |
| Star Five Settimo   | 4 - 6  | Biella          | 4 - 5  | 0 - 1   |
| San Michele         | ? - ?  | Livorno 94      | 5 - 4  | ? - ?   |
| CSAIN Bologna       | ? - ?  | Giemme          | ? - ?  | 4 - 4   |
| Torrac Potenza      | ? - ?  | Sport Five      | ? - ?  | ? - ?   |
| Libertas Rutigliano | ? - ?  | Martina         | 1 - 4  | ? - ?   |
| DiCristina Palermo  | 7 - 10 | Schmidt Palermo | 4 - 3  | 3 - 7   |
| Viagrande           | 6 - 4  | Alfa Club       | 6 - 3  | 0 - 1   |
| Libertas Corbino    | 5 - 7  | Ares Siracusa   | 4 - 2  | 1 - 5   |

## Sedicesimi di finale
Gli incontri di andata si sono disputati il 3 novembre 1998, quelli di ritorno il 17 novembre a campi invertiti. 
| Squadra 1                 | Totale | Squadra 2                 | Andata | Ritorno |
| ------------------------- | ------ | ------------------------- | ------ | ------- |
| Biella                    | 3 - 13 | Aymavilles                | 1 - 7  | 2 - 6   |
| Rimini                    | -      | Giemme                    | -      | -       |
| non conosciuta (bandiera) | -      | non conosciuta (bandiera) | -      | -       |
| Polisportiva Giampaoli    | -      | non conosciuta (bandiera) | -      | -       |
| Luparense                 | -      | non conosciuta (bandiera) | -      | -       |
| non conosciuta (bandiera) | -      | non conosciuta (bandiera) | -      | -       |
| Amatori Civitavecchia     | -      | San Michele               | 3 - 0  | -       |
| non conosciuta (bandiera) | -      | non conosciuta (bandiera) | -      | -       |
| non conosciuta (bandiera) | -      | non conosciuta (bandiera) | -      | -       |
| Arzignano                 | -      | non conosciuta (bandiera) | -      | -       |
| non conosciuta (bandiera) | -      | non conosciuta (bandiera) | -      | -       |
| non conosciuta (bandiera) | -      | non conosciuta (bandiera) | -      | -       |
| Ciampino                  | -      | non conosciuta (bandiera) | -      | -       |
| non conosciuta (bandiera) | -      | non conosciuta (bandiera) | -      | -       |
| Martina                   | -      | Modugno                   | 10 - 5 | -       |
| Schmidt Palermo           | -      | non conosciuta (bandiera) | -      | -       |

## Ottavi di finale
Gli incontri di andata si sono disputati il 12 gennaio 1999, quelli di ritorno il 23 gennaio a campi invertiti. 
| Squadra 1              | Totale | Squadra 2                 | Andata | Ritorno |
| ---------------------- | ------ | ------------------------- | ------ | ------- |
| Aymavilles             | 7 - 2  | Rimini                    | 3 - 2  | 4 - 0   |
| Polisportiva Giampaoli | -      | non conosciuta (bandiera) | -      | -       |
| Quartu 2000            | -      | Toniolo Milano            | -      | 3 - 2   |
| Arzignano              | -      | non conosciuta (bandiera) | -      | -       |
| Amatori Civitavecchia  | -      | non conosciuta (bandiera) | -      | -       |
| Ciampino               | -      | non conosciuta (bandiera) | -      | -       |
| Martina                | -      | Sinuessa                  | -      | 1 - 7   |
| Schmidt Palermo        | -      | non conosciuta (bandiera) | -      | -       |

## Quarti di finale
Gli incontri di andata si sono disputati il 9 febbraio 1999, quelli di ritorno il 23 febbraio a campi invertiti. 
| Squadra 1              | Totale | Squadra 2                 | Andata | Ritorno |
| ---------------------- | ------ | ------------------------- | ------ | ------- |
| Polisportiva Giampaoli | 11 - 6 | Aymavilles                | 7 - 4  | 4 - 2   |
| Arzignano              | 12 - 7 | Quartu 2000               | 7 - 4  | 5 - 3   |
| Ciampino               | -      | non conosciuta (bandiera) | -      | -       |
| Schmidt Palermo        | -      | non conosciuta (bandiera) | -      | -       |

## Fase finale
La fase finale della Coppa Italia di categoria è stata organizzata dalla società Tinnea Winterthur Ancona e si è svolta il 1º e il 2 aprile 1999 presso il PalaRossini di Ancona.

### Tabellone
|  | Semifinali             | Semifinali             | Semifinali |          |           | Finale    | Finale | Finale |  |
|  |                        |                        |            |          |           |           |        |        |  |
|  | Arzignano              | Arzignano              | 9          |          |           |           |        |        |  |
|  | Arzignano              | Arzignano              | 9          |          |           |           |        |        |  |
|  | Schmidt Palermo        | Schmidt Palermo        | 2          |          |           |           |        |        |  |
|  | Schmidt Palermo        | Schmidt Palermo        | 2          |          | Arzignano | Arzignano | 9      |        |  |
|  |                        |                        |            |          | Arzignano | Arzignano | 9      |        |  |
|  |                        |                        | Ciampino   | Ciampino | 3         |           |        |        |  |
|  | Polisportiva Giampaoli | Polisportiva Giampaoli | Ciampino   | Ciampino | 3         | 4         |        |        |  |
|  | Polisportiva Giampaoli | Polisportiva Giampaoli |            |          |           |           |        |        |  |
|  | Ciampino               | Ciampino               | 6          |          |           |           |        |        |  |

### Semifinali
| Ancona 1º aprile 1999, ore 19:30 CEST | Arzignano | 9 – 2 (?-?) | Schmidt Palermo | PalaRossini |

| Ancona 1º aprile 1999, ore 21:15 CEST | Polisportiva Giampaoli | 4 – 6 (?-?) | Ciampino | PalaRossini |

### Finale
| Ancona 2 aprile 1999, ore 21:00 CEST | Arzignano | 9 – 3 (?-?) | Ciampino | PalaRossini |